# Éter dipropílico
Éter dipropílico ou propoxipropano é um composto orgânico com a fórmula molecular C6H14O. Esta substância apresenta-se como um líquido incolor, pouco solúvel em água. O éter dipropílico é utilizado com fins farmacêuticos e pirotécnicos.